# Charles Band
Charles Robert Band (Los Ángeles, 27 de diciembre de 1951) es un director, guionista y productor de cine estadounidense conocido por sus películas de terror.

## Biografía
Nació en Los Ángeles, California, en 1951. Es hijo del director de cine Albert Band y hermano del músico Richard Band. De su exesposa Meda tiene dos hijos, Alex Band, cantante del grupo The Calling, y Taryn Band. También ha tenido dos hijos con su exesposa Debra Dion, Harlan y Zalman.